# ハイブリッド (バンド)
ハイブリッド（Hybrid）は、イギリス・ウェールズのスウォンジーで結成された、エレクトロニック・ミュージック・グループ。メンバーはマイク・トルゥーマン (Mike Truman)とクリス・ヒーリングス (Chris Healings)。主にプログレッシブ・ブレイクスのアーティストとして知られるが、プログレッシブ・ハウスやトランスの要素もふんだんに取り入れている。

## 経歴
ファースト・アルバム『ワイド・アングル』(1999年)では、プログレッシブ・ハウスとニュー・スクール・ブレイクスの組み合わせに、ボーカルと交響曲のテクスチャを取り入れたスタイルが注目を集めた(ストリングスのために、ロシア交響楽団が協力している)。また、収録曲の大半において、ボーカルにジュリー・クルーズが参加している。まるで映画音楽のような雰囲気とそのスケールの大きさは、マッシヴ・アタックやアンダーワールドと比べられるほどであった。2000年には、モービーのツアーに同行した。
ツアーの後、彼らは再びダンスフロア向けの楽曲の制作やリミックスに集中するようになった。ハイブリッドは実に多くのリミックス作品を発表している。その数は40アーティスト以上、100トラック以上に上り、レディオヘッド、アラニス・モリセット、BT、DJラップ、ジ・オーブ、ジャン・ミッシェル・ジャール、フューチャー・サウンド・オブ・ロンドン、アンクル、モービー、サラ・マクラクラン、クリスタル・メソッドなどが含まれている。こういったリミックスの一部は、2001年にアルバム『Remix and Additional Production By...』として発売された。
2003年にリリースしたセカンド・アルバム『Morning Sci-Fi』では、半永久的なメンバーとして、ボーカリストのアダム・テイラーとギタリストのティム・ハットンの2人(ライブにも参加)、さらにゲストとしてニュー・オーダーのピーター・フックが参加した。このアルバムでは、前作『ワイド・アングル』で持っていた映画音楽のような雰囲気は保っているものの、比べると全体的に暗い雰囲気になっている。さらに、前作とはまた異なった分野の音楽の影響を受けている。クリスはインタビューで次のように述べている。「僕達は、ダンスミュージック以外何も聴いてこなかった。僕達が自然にやることにダンスミュージックが深く染み込んでいるのは、そのためだと思う。僕達は、ダヴズ、レディオヘッド、ソウルワックス、ニュー・オーダーや、たくさんのうるさいインディーズ・ギター・バンド、それからクラシック音楽、特にペルトやグレチャニノフの作品を聴いてきたんだ」。
2005年6月18日にアメリカで稼動を開始したダンス・ゲーム『In the Groove 2』には、ハイブリッドの曲が3曲(「Know Your Enemy」「Out of the Dark」「Visible Noise」)収録されている。
2006年4月29日には、コーチェラ・フェスティバルでライブを行った。
2006年9月、サード・アルバム『I Choose Noise』をリリース。『ワイド・アングル』における、交響曲のようなスタイルと、『Morning Sci-Fi』の暗い雰囲気の両方をあわせ持つスタイルとなった。2004年にリリースしたコンピレーション・アルバム『Hybrid Present Y4K』に収録されている短い楽曲「In Good We Trust」が、その方向性を示している。
2010年3月には4枚目のアルバム『Disappear Here』をリリース。

## ディスコグラフィ

### スタジオ・アルバム
- 『ワイド・アングル』 - Wide Angle (1999年)
- Morning Sci-Fi (2003年)
  - 1曲目「This Is What It Means」の前のギャップに、隠しトラックとして「Lights Go Down Knives Come Out」が収録されている。
- I Choose Noise (2006年)
  - 1曲目「Secret Circles」の前のギャップに、隠しトラックとして「Everything Is Brand New」が収録されている。
- Disappear Here (2010年)
- Light of the Fearless (2018年)

### コンピレーション・アルバム
- Remix and Additional Production By... (2001年)
- Hybrid Present Y4K (2004年)
- Re_Mixed (2007年)
- Soundsystem_01 (2008年)
- Classics (2012年)
- Shadow of the Fearless (2018年)